# 나와 그녀와 그녀와 그녀의 건전하지 못한 관계
《나와 그녀와 그녀와 그녀의 건전하지 못한 관계》는 대한민국의 작가 최지인이 쓰고 REUM이 삽화를 담당한 라이트 노벨로, 시드 노벨(디앤씨미디어)에서 발매되었다. 레진코믹스에서 만화로도 연재되었다.

## 스토리
공부를 사랑하고, 하루종일 공부만 하고 싶다는 안경남, 안경현. 불의의 사고로 3개월 간의 기억을 잃게 되고, 세 명의 미소녀(만년 전교 2등인 유유유, 알바하는 가게 주인의 여동생인 한가련, 피가 이어지지 않은 여동생인 안연희)들은 본인이 자신의 여자친구라고 주장한다. 3개월 동안의 모든 기억을 잊어버린 안경현은 한가련이 주장한, '기억을 떠올릴 수 있는 방법'으로 하루를 세 타임으로 나누어 세 여자들과의 하루를 지내며 잊혀져버린 3개월의 기억을 찾으려 한다.

## 등장 인물

### 주연 인물
- 안경현 (성우 - 없음)
- 유유유 (성우 - 안현서)
- 한가련 (성우 - 정소영)
- 안연희 (성우 - 정혜원)
- 서린 (성우 - 김현지)
- 채송화 (성우 - 문선희)
- 신세가
- 최선아
- 서란

### 그 외
- 한채련
- 김무혁
- 박은경
- 정다정

## 단행본 목록

### 소설
| 순번 | 발행일          | ISBN                   |
| ---- | --------------- | ---------------------- |
| 1    | 2012년 8월 1일  | ISBN 978-89-2678-151-7 |
| 2    | 2012년 10월 1일 | ISBN 978-89-2678-169-2 |
| 3    | 2013년 1월 1일  | ISBN 978-89-2678-182-1 |
| 4    | 2013년 5월 1일  | ISBN 978-89-2678-209-5 |
| 5    | 2013년 9월 1일  | ISBN 978-89-2678-243-9 |
| 6    | 2014년 1월 1일  | ISBN 978-89-2678-272-9 |
| 7    | 2014년 6월 5일  | ISBN 978-89-2679-570-5 |
| 8    | 2014년 11월 1일 | ISBN 978-89-2679-816-4 |

### 만화
| 순번 | 발행일          | ISBN                   |
| ---- | --------------- | ---------------------- |
| 1    | 2015년 8월 1일  | ISBN 978-89-2679-970-3 |
| 2    | 2015년 11월 1일 | ISBN 979-11-9563-965-6 |
| 3    | 2016년 2월 29일 | ISBN 979-11-8695-837-7 |
| 4    | 2016년 6월 1일  | ISBN 979-11-8695-856-8 |
| 5    | 2016년 10월 1일 | ISBN 979-11-8695-873-5 |